# Ентоні Бінна

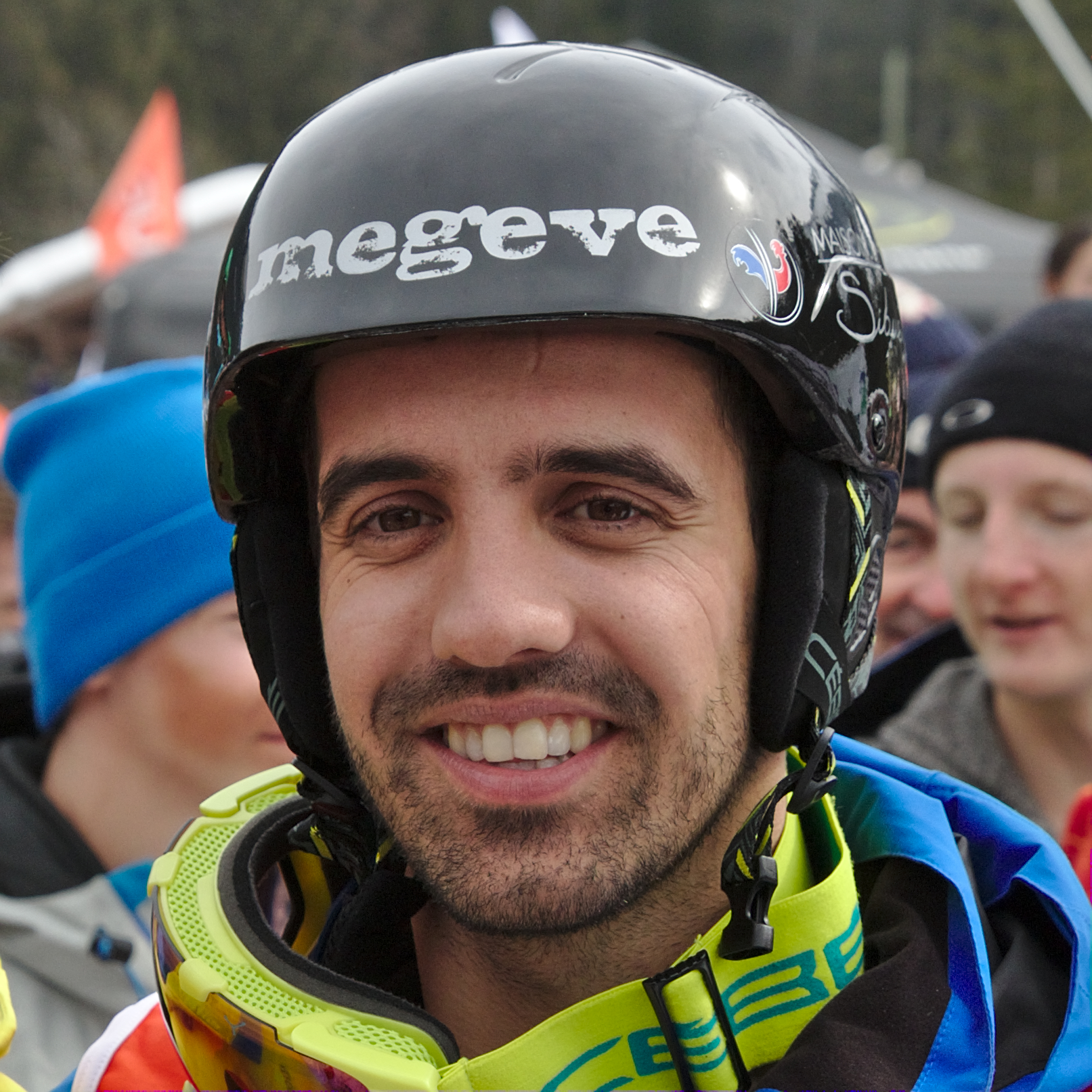
Anthony Benna

Ентоні Бінна (нар. 25 вересня 1987 року) — французький фристайлист, що спеціалізується в могулі і паралельному могулі. 
Свою кар'єру розпочав 16 січня 2004 року виступом на етапі Кубка Європи. Тоді він став лише 37, але наступного дня покращився на 21 позицію, показавши 6 результат. На етапах Кубка світу з'явився у сезоні 2004-05. Тоді, у Саузе-д'Улькс, він показав всього лише 58 результат. Перші очки з'явилися на наступному етапі у Тіні — він став 18, що й принесло йому 13 залікових очок. Першого подіуму він чекав 2 роки і 10 місяців від старту кар'єри на етапах КС. На юніорському чемпіонаті світу з фристайлу 2006 року у могулі він здобув срібло. Саме у французькому Мерібелі він виграв свою дебютну бронзу. 
Найкращий результат на чемпіонатах світу — 16 місце, зайняте на ЧС 2007 у Мадонна-ді-Кампільйо. Також був 30 у могулі на Зимовій Олімпіаді-2010. Найкращим видався сезон Кубка світу 2008-09, який він закінчив на 17 місці у загальній класифікації і 5 — у заліку могула. Через травму пропустив частину сезону 2010-11. Але старт наступного сезон видався досить успішним і він мав два подіуми поспіль — у Руці і Мерібелі.

## Здобутки

### Кубок Європи
Подіуми на етапах КЄ
| № | Дата       | Місце                    | Дисципліна        | Медаль | Очки  |
| - | ---------- | ------------------------ | ----------------- | ------ | ----- |
| 1 | 28/01/2005 | Сан-Мартіно ді Кастроцца | Паралельний могул | Срібло | ---   |
| 2 | 08/03/2006 | Красне Озеро             | Могул             | Бронза | 25.24 |
| 3 | 22/02/2008 | Енгельберг               | Могул             | Золото | 24.57 |
| 4 | 23/02/2008 | Енгельберг               | Паралельний могул | Бронза | ---   |
| 5 | 05/12/2009 | Суому                    | Могул             | Срібло | 23.29 |
| 6 | 18/03/2011 | Ювяскюля                 | Могул             | Золото | 24.25 |

Ентоні Бінна у класифікаціях КЄ (могул)
| Сезон   | Місце | Очки |
| ------- | ----- | ---- |
| 2009-10 | 41    | 95   |
| 2010-11 | 42    | 100  |

### Юніорські чемпіонати світу
| № | Дата       | Місце                                                    | Дисципліна        | Результат | Очки  |
| - | ---------- | -------------------------------------------------------- | ----------------- | --------- | ----- |
| 1 | 03/03/2006 | Юніорський чемпіонат світу з фристайлу 2006 Красне Озеро | Могул             | 2         | 25.68 |
| 2 | 04/03/2006 | Юніорський чемпіонат світу з фристайлу 2006 Красне Озеро | Паралельний могул | 7         | ---   |
| 3 | 03/03/2006 | Юніорський чемпіонат світу з фристайлу 2007 Айроло       | Могул             | 10        | 25.71 |
| 4 | 04/03/2006 | Юніорський чемпіонат світу з фристайлу 2007 Айроло       | Паралельний могул | 12        | ---   |

### Кубок світу
Шо Кашіма в загальних класифікаціях
| Сезон   | Залік могулу  | Залік паралельного могулу | Загальний залік |
| ------- | ------------- | ------------------------- | --------------- |
| 2005–06 | 48 (28 очок)  | ***                       | 156 (3 очки)    |
| 2006–07 | 16 (159 очок) | 18 (67 очок)              | 46 (16 очок)    |
| 2007–08 | 25 (92 очки)  | ---                       | 9 (84 очки)     |
| 2008–09 | 5 (288 очок)  | ---                       | 17 (32 очки)    |
| 2009–10 | 18 (130 очок) | ---                       | 59 (13 очок)    |
| 2010-11 | 30 (57 очок)  | ---                       | 112 (5 очок)    |
| 2011-12 | ***           | ---                       | ***             |

Подіуми на етапах КС
| № | Дата       | Місце   | Дисципліна        | Медаль | Очки  |
| - | ---------- | ------- | ----------------- | ------ | ----- |
| 1 | 18/12/2008 | Мерібел | Паралельний могул | Бронза | ---   |
| 2 | 20/12/2011 | Рука    | Могул             | Бронза | 16.28 |
| 3 | 28/01/2012 | Мерібел | Паралельний могул | Срібло | ---   |

### Чемпіонати світу
| № | Дата       | Місце                                                 | Дисципліна        | Результат | Очки  |
| - | ---------- | ----------------------------------------------------- | ----------------- | --------- | ----- |
| 1 | 09/03/2007 | Чемпіонат світу з фристайлу 2007 Мадонна-ді-Кампільйо | Могул             | 16        | 10.23 |
| 3 | 07/03/2009 | Чемпіонат світу з фристайлу 2009 Інавасіро            | Могул             | 32        | 12.17 |
| 4 | 08/03/2009 | Чемпіонат світу з фристайлу 2009 Інавасіро            | Паралельний могул | 28        | ---   |

### Олімпійські ігри
| № | Дата       | Місце                                 | Дисципліна | Результат | Очки  |
| - | ---------- | ------------------------------------- | ---------- | --------- | ----- |
| 1 | 14/02/2010 | Зимові Олімпійські ігри 2010 Ванкувер | Могул      | 30        | 00.00 |